# Terminator 2 - Il giorno del giudizio
Terminator 2 - Il giorno del giudizio (Terminator 2: Judgment Day) è un film del 1991 co-sceneggiato, prodotto e diretto da James Cameron.
È il sequel di Terminator e secondo capitolo dell'omonimo franchise. La trama segue Sarah Connor e il figlio di dieci anni John mentre vengono inseguiti da un nuovo Terminator più avanzato, il T-1000, inviato indietro nel tempo per uccidere John e impedirgli di diventare il capo della resistenza umana; i due vengono aiutati da un secondo Terminator, identico a quello inviato nel 1984 per uccidere Sarah.
La produzione di Terminator 2 richiese un budget di circa 100 milioni di dollari, il più alto fino ad allora, speso in gran parte per le riprese e gli effetti speciali. Gli effetti visivi del film videro grandi progressi nella CGI, tra cui il primo utilizzo del movimento umano naturale per un personaggio generato al computer e il primo protagonista parzialmente generato al computer. Terminator 2 fu un successo critico e commerciale nonché il maggior incasso dell'anno e influenzò la cultura popolare, in particolare l'uso degli effetti visivi nei film, oltre a ricevere numerosi premi tra cui quattro Oscar. Il film ebbe altri sequel, a partire da Terminator 3 - Le macchine ribelli.
Terminator - Destino oscuro, co-prodotto da Cameron, fa da sequel diretto a Terminator 2, ignorando i film successivi.

## Trama
Nel 1994 Sarah Connor è rinchiusa in un manicomio criminale da quando, dopo la nascita del figlio John, ha tentato di far esplodere una fabbrica di computer e di armamenti militari destinati al progetto riguardante il supersistema informatico Skynet. Tutti la ritengono una pazza psicotica che minaccia continuamente una fine del mondo che avverrà, secondo quanto narrato dal defunto Kyle Reese, il 29 agosto 1997. Il figlio di Sarah, John, è ora in affido presso una famiglia di Los Angeles.
Dal futuro giungono due Terminator. Un modello T-1000 avanzato composto di metallo mutaforma capace di assumere le sembianze di chiunque o di qualsiasi oggetto di massa analoga con cui venga a contatto, in grado anche di plasmare le sue stesse parti del corpo in armi da taglio (armi a distanza con ingranaggi o componenti chimiche come pistole e bombe non possono essere riprodotte). L'altro terminator è un modello T-800, endoscheletro metallico ricoperto di tessuti vivi, con l'incarico di proteggere il giovane John ed esteriormente identico a quello inviato dieci anni prima per uccidere Sarah.
Il T-800 rintraccia John presso una sala giochi, salvandolo dal T-1000 che ha preso le sembianze di poliziotto e lo insegue per ucciderlo. Dopo una rocambolesca fuga nei canali fluviali di Los Angeles, il Terminator spiega a John la situazione: il John Connor del 2029 compirà un'incursione in una base dei cyborg di Skynet e ne programmerà uno perché svolga il compito di difensore di sé stesso nel 1995 dal T-1000 inviato dal micidiale network. Imponendogli di non uccidere umani, John ordina al T-800 di liberare la madre dal manicomio criminale in cui è rinchiusa: la raggiungono proprio mentre lei sta attuando un'evasione. Prevedendo questa mossa, il T-1000 li raggiunge ma fallisce nell'uccidere John. Scappati a bordo di un'auto rubata viaggiano per il deserto della California, dove raggiungono un contrabbandiere di armi pesanti amico di Sarah.
Durante il tragitto, Sarah si fa dare dal Terminator informazioni sui fatti del 1997 che porteranno allo scoppio della guerra nucleare. Il cyborg le svela che l'uomo più direttamente responsabile si chiama Myles Dyson, il direttore della Cyberdyne Systems Corporation, il quale, dieci anni prima, rinvenne i rottami del primo Terminator (un chip e un braccio), da cui sono partite le ricerche per lo sviluppo di un esercito di Terminator, lo stesso che nel futuro darà battaglia all'umanità, nonché che le ricerche che negli anni novanta stanno portando alla creazione di Skynet su commissione del governo.
Decisa a cambiare la storia, Sarah scappa di nascosto con l'intento di uccidere Dyson nel presente. Giunta sul posto, Sarah non riesce ad uccidere Dyson vedendolo insieme alla moglie e al figlio. John e il T-800 arrivano poco dopo e mettono Dyson al corrente di ciò che le sue ricerche causeranno al mondo nel giro dei prossimi anni. Dyson, stravolto nell'apprendere le nefaste conseguenze delle sue ricerche, decide di distruggere tutti i suoi progetti e di accompagnare i tre alla Cyberdyne Systems dove sono custoditi il chip e il braccio cibernetico del primo Terminator usati come base iniziale per il progetto, per distruggerli.
Nella notte, i quattro raggiungono la Cyberdyne Systems, riescono nel loro intento e fuggono portandosi via i rottami del primo Terminator, non prima di aver disposto dei barili esplosivi per distruggere tutto sia per nascondere il furto che per eliminare possibili altre informazioni contenute nei computer, ma l'intervento della polizia e del T-1000 complica loro le cose. Dyson, crivellato dai colpi della polizia, agonizzante trattiene il comando di attivazione degli esplosivi, lasciando tempo ai poliziotti di evacuare dall'edificio. Morendo in seguito all'emorragia, preme il comando sul pulsante di attivazione scatenando l'esplosione.
Riusciti a fuggire, i tre vengono inseguiti dal T-1000 che riesce a ferire Sarah. All'interno di una fonderia affrontano il cyborg formato da una lega polimetallico-mimetica, che sconfigge il T-800. Proprio mentre il T-1000 sembra avere il sopravvento, l'obsoleto T-800 riesce a farlo cadere in una vasca di acciaio fuso, dove viene sciolto e non può più ricomporsi. Il T-800, insieme ai rottami sottratti alla Cyberdyne Systems, incapace di auto-terminarsi, si fa calare nella vasca di acciaio fuso: è infatti importante che ogni campione di tecnologia cibernetica e informatica venga distrutto, altrimenti non vi sarà speranza di evitare gli eventi apocalittici del 1997. John piange per la morte del T-800, e Sarah, per la prima volta da anni, smette di vedere il futuro come un libro già scritto ma si accende la speranza di un futuro migliore.

## Produzione

### Pre-produzione

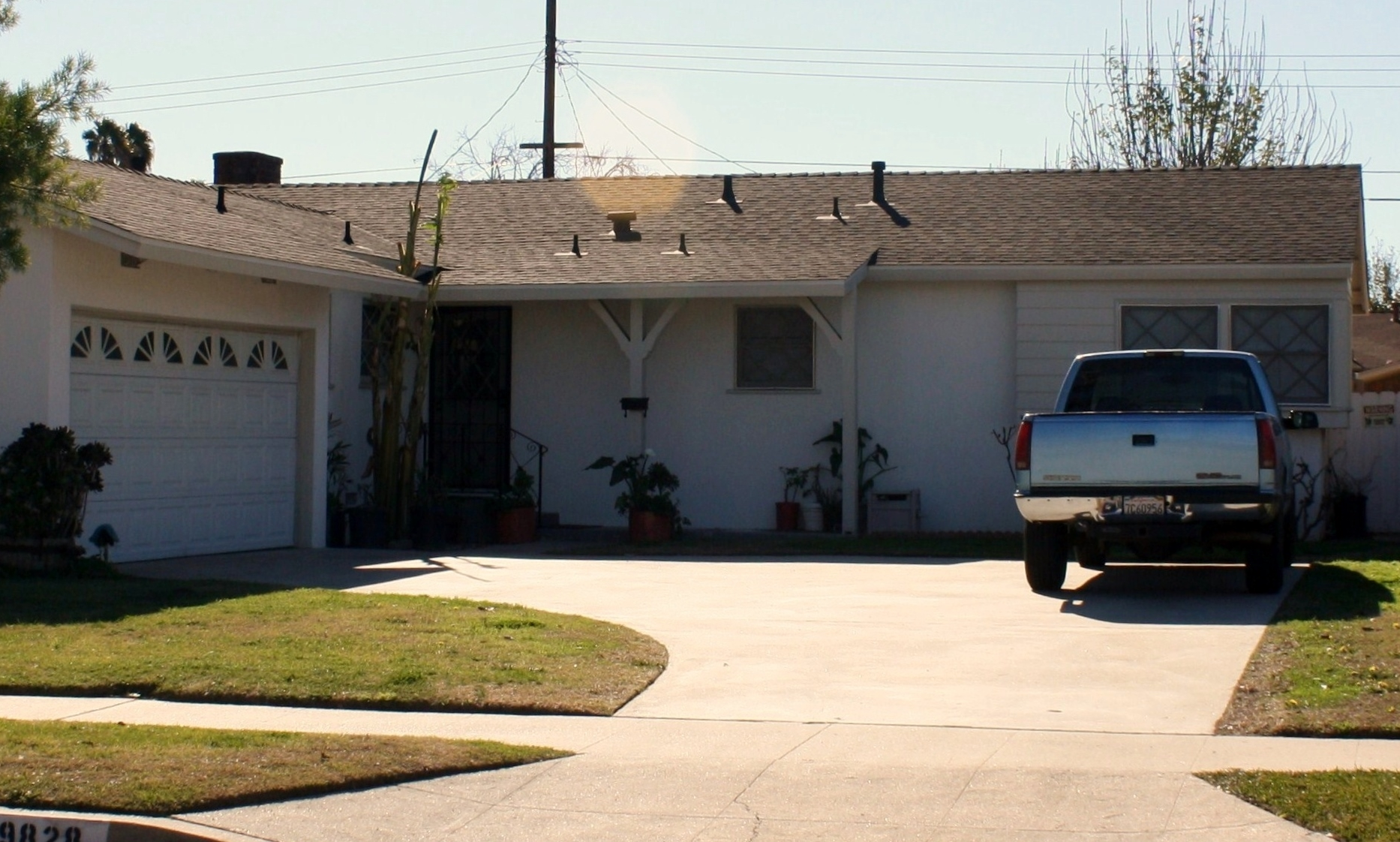
Casa dei tutori di John Connor, a Winnetka

Già poco dopo l'uscita di Terminator si cominciò a parlare di un potenziale sequel, ma diversi problemi in sospeso preclusero una tale produzione. C'erano limitazioni tecniche relative alla CGI, un aspetto vitale del film che sarebbe stato cruciale nella creazione del Terminator T-1000. La produzione del film di James Cameron The Abyss (1989) fornì la dimostrazione del concetto necessario per risolvere in modo soddisfacente le preoccupazioni tecniche. Forse ancor più gravi erano le dispute sulla proprietà intellettuale tra la Hemdale Film Corporation, che possedeva il franchise e ostacolava gli sforzi per produrre un sequel, e la Carolco Pictures. Dato che la Hemdale stava avendo problemi finanziari, Schwarzenegger invitò Mario Kassar, capo della Carolco, a fare un'offerta per i diritti: "Ho ricordato a Mario che è qualcosa che abbiamo cercato per quattro anni, e che dovrebbe essere lui a giocarsi il tutto per tutto per accordarsi, costi quel che costi". La Carolco alla fine pagò alla Hemdale cinque milioni di dollari per il franchise nel 1990, risolvendo lo stallo legale.
La fine delle controversie legali coincise con la disponibilità di Cameron a dirigere il sequel. Sotto il nome di T2 Productions, James e i co-produttori Stephanie Austin e B. J. Rack affittarono un ufficio a North Hollywood prima di iniziare ad assemblare la troupe per Terminator 2. Adam Greenberg, che aveva lavorato a Terminator e Ghost - Fantasma (1990), divenne il direttore della fotografia, mentre Joseph Nemec III, che aveva lavorato con Cameron in The Abyss, fu incaricato della scenografia. Il team condusse una ricerca nazionale per un'acciaieria adatta al climax del film, selezionandone una inattiva a Fontana dopo settimane di trattative. Individuare un potenziale edificio della Cyberdyne fu più difficile, poiché il sito ospitava numerose acrobazie, sparatorie ed esplosioni. Una zona industriale a Fremont fu infine affittata per tutta la durata della produzione del film. Cameron e William Wisher completarono la bozza di sceneggiatura di 140 pagine il 10 maggio 1990, e il 15 luglio il primo progetto di riprese era stato distribuito al cast e alla troupe; i particolari della tecnicamente dettagliata sceneggiatura erano avvolti nella segretezza. Sia le sei settimane per la sceneggiatura sia l'accelerata tabella di marcia del film servirono a permettere l'uscita nel giorno dell'Indipendenza del 1991.

### Cast
- Arnold Schwarzenegger interpreta il Terminator: un cyborg costruito come un organismo sintetico composto da tessuto vivente su un endoscheletro in "iperlega" di titanio, riprogrammato e inviato indietro nel tempo per proteggere John Connor di cui diventa il padre surrogato. Schwarzenegger commentò: "Ho sempre pensato che avremmo dovuto continuare la storia di Terminator, l'ho detto a Jim subito dopo aver finito il primo film".[7] Secondo quanto riferito, l'attore sarebbe stato pagato 15 milioni di dollari per il ruolo.[8][9]
- Linda Hamilton interpreta Sarah Connor: madre di John, il futuro leader della Resistenza nella guerra contro Skynet. Hamilton riprese il suo ruolo dal film del 1984 con uno stipendio di un milione.[10] In preparazione per il ruolo, Hamilton seguì un esteso programma di allenamento di tredici settimane con il personal trainer Anthony Cortes, allenandosi per tre ore al giorno e sei giorni alla settimana prima dell'inizio delle riprese. Inoltre perse 5,4 kg con una dieta senza grassi, condotta durante i sei mesi di riprese del film. L'attore ed ex commando israeliano Uzi Gal l'addestrò per le sue scene d'azione. Sul suo lavoro con Gal, Hamilton dichiarò che aveva intrapreso un duro addestramento militare e di judo.[11]
- Edward Furlong interpreta John Connor: figlio decenne di Sarah, ha seguito un corso di sopravvivenza fin dalla giovane età ma è stato dato in affidamento dopo l'internamento della madre. Furlong fu scoperto dalla direttrice del casting Mali Finn dopo un'ampia ricerca, mentre visitava il Boys & Girls Club di Pasadena.[12] Furlong, che all'epoca non aveva ambizioni di recitazione, affermò: "Ci sono caduto [nella recitazione], non era qualcosa che avevo programmato".[13] Il John adulto del 2029 è interpretato da Michael Edwards. Prima di Furlong, la parte era stata data a Charlie Korsmo, che però in quell'anno girò Tutte le manie di Bob.
- Robert Patrick interpreta il T-1000: un prototipo avanzato di Terminator mutaforma composto da metallo liquido, inviato indietro nel tempo per assassinare John. Cameron dichiarò che voleva "trovare qualcuno che fosse un buon contrasto con Arnold: se la serie 800 [il modello interpretato da Schwarzenegger] era una sorta di Panzer umano, allora la serie 1000 doveva essere una Porsche". Il regista aveva pensato per il ruolo a Billy Idol, ma un incidente in moto gli impedì di partecipare al film. Schwarzenegger consigliò in seguito il cantante e leader dei W.A.S.P., Blackie Lawless, ma per Cameron non andava bene per via della sua altezza imponente. Fu ingaggiato così  Robert Patrick, sconosciuto al grande pubblico all' epoca prima di partecipare alla pellicola.[12][14]
- Joe Morton interpreta Miles Bennett Dyson: il direttore dei progetti speciali presso la Cyberdyne e futuro creatore di Skynet.
- Earl Boen interpreta il dottor Peter Silberman: lo psichiatra di Sarah (nel primo film era uno psicologo criminale), che non crede alle sue profezie.

Il cast fu completato da Jenette Goldstein e Xander Berkeley, che interpretano i genitori adottivi di John, Janelle e Todd Voight. S. Epatha Merkerson interpreta Tarissa Dyson, la moglie di Miles. Cástulo Guerra interpreta Enrique Salceda, l'amico di Sarah che le fornisce armi. Danny Cooksey interpreta Tim, l'amico di John. Michael Biehn tornò a interpretare Kyle Reese, un soldato del 2029, in una breve apparizione nel sogno di Sarah; la scena non fu inclusa nella versione cinematografica del film, ma fu ripristinata nelle versioni estese. Il figlio di Hamilton, Dalton Abbott, interpreta il piccolo John nel sogno ambientato nel parco giochi. Sven-Ole Thorsen interpretò una guardia di sicurezza quando John è in Galleria con il suo amico Tim. DeVaughn Nixon interpretò Danny Dyson, il figlio di Miles e Tarissa.

### Riprese

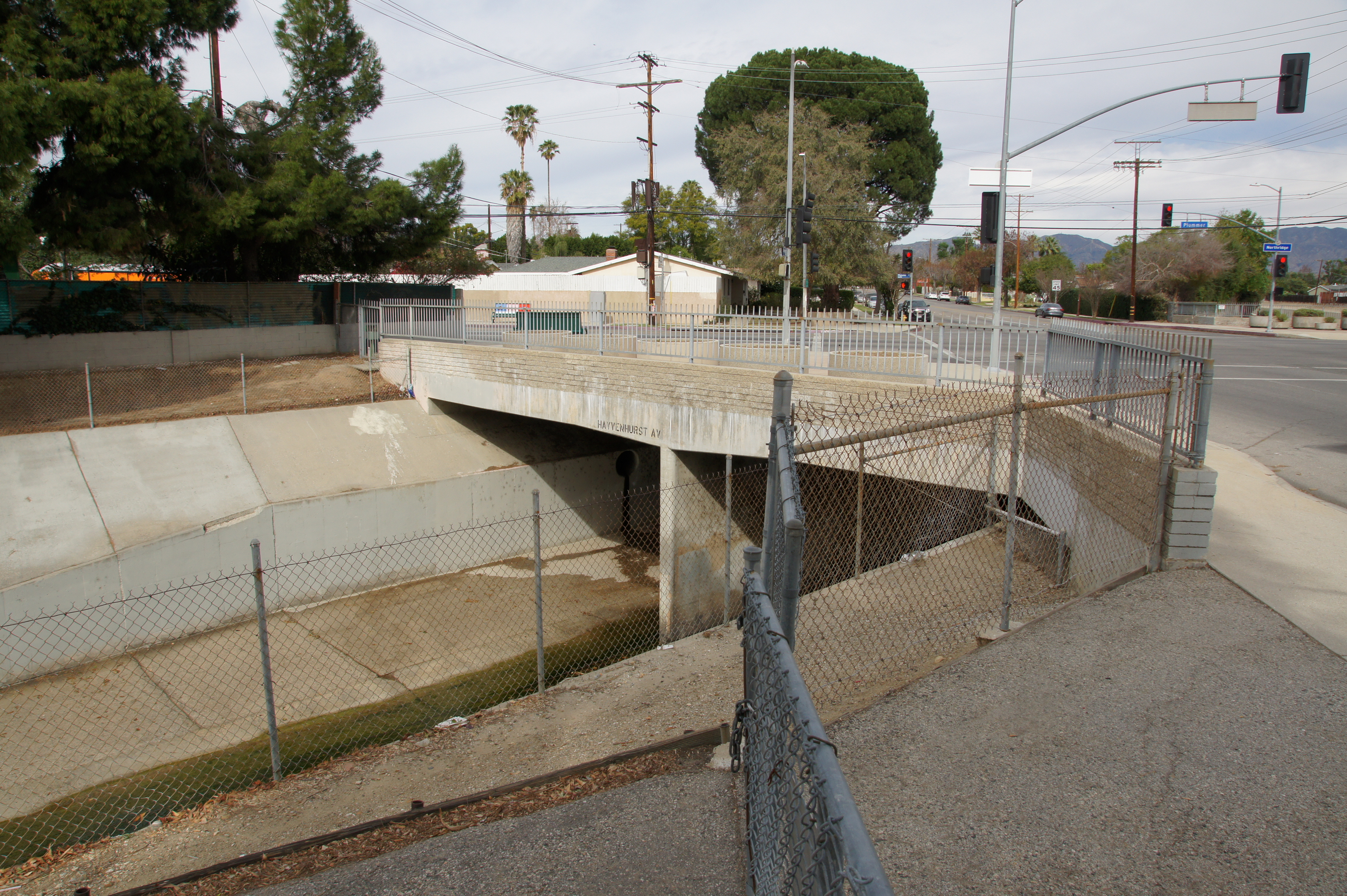
Intersezione di Plummer St e Hayvenhurst Ave nella San Fernando Valley, usata per la scena in cui il camion cade nel canale sottostante

La lavorazione di Terminator 2 durò 171 giorni tra il 9 ottobre 1990 e il 28 marzo 1991, durante i quali la troupe girò nel deserto del Mojave prima di visitare 20 location diverse tra California e Nuovo Messico. Queste si estendevano dall'affollato centro commerciale di Santa Monica Place, dove i due Terminator convergevano su John, con brevi inquadrature provenienti dal MainPlace Mall e dal Los Cerritos Center, ai canali di scolo nella San Fernando Valley, che ospitarono l'inseguimento tra i Terminator e John; un fiume dovette essere reindirizzato per consentire le riprese sui canali altrimenti bagnati. Cameron e la sua troupe girarono Terminator 2 anche al Corral Bar e al Lake View Medical Center (nel film trasformato nel Pescadero State Hospital), entrambi situati a Lake View Terrace. Le riprese in esterni della Cyberdyne furono girate in un edificio di uffici all'angolo tra Gateway Boulevard e Bayside Parkway a Fremont. Lavorando con circa mille membri della troupe, il team di produzione supervisionò numerose acrobazie e sequenze di inseguimenti, il più notevole dei quali si svolse sulla Terminal Island Freeway da Los Angeles a Long Beach, prima del climax del film. 16 km di cavi elettrici furono posti per illuminare l'inseguimento notturno, che vide un incidente in elicottero su vasta scala, un'autobotte slittante e altri armamentari elaborati.
La sorella gemella di Hamilton, Leslie, fu utilizzata in alcune inquadrature che richiedevano due Sarah, incluse una scena in cui Sarah e John eseguono le riparazioni sulla testa del Terminator (cancellata dalla versione cinematografica, ma ripristinata nell'edizione estesa) e quella in cui il T-1000 impersona Sarah. Leslie interpreta la "Sarah" più lontana, alternandosi tra la vera Sarah e il T-1000 in base alla posizione della cinepresa. Un'altra coppia di gemelli, Don e Dan Stanton, fu impiegata per rappresentare la scena in cui il T-1000 impersona una guardia al manicomio.
Per il film fu impiegato un budget senza precedenti di almeno 94 milioni di dollari – 3,5 volte il costo di un film medio e circa 15 volte il budget di 6,4 milioni di Terminator. Una parte significativa di esso andò ai salari di cast artistico e tecnico. Secondo The Daily Sentinel e The Daily Beast, Schwarzenegger ricevette un business jet Gulfstream III da 11-12 milioni, mentre 5-6 milioni furono assegnati allo stipendio di James Cameron. La produzione in sé, che includeva effetti speciali e acrobazie, ammontò a 51 milioni. Nonostante le spese significative, il film aveva quasi recuperato il budget prima della sua uscita. I diritti mondiali furono venduti per 65 milioni, quelli per l'home video per 10 milioni e quelli televisivi per 7 milioni.

### Effetti speciali
Terminator 2 fece ampio uso della computer-generated imagery per dar vita ai due Terminator. L'uso di tale tecnologia fu il più ambizioso dai film di fantascienza Tron (1982) e Giochi stellari (1984), e sarebbe stato parte integrante del successo critico del film. La CGI fu necessaria in particolare per il T-1000, una struttura in "poli-lega mimetica" (metallo liquido), poiché il personaggio mutaforma può trasformarsi in chiunque tocchi. La maggior parte degli effetti chiave dei Terminator vennero forniti dalla Industrial Light & Magic per la computer grafica e da Stan Winston per gli effetti pratici. La creazione degli effetti visivi costò 5 milioni e richiese 35 persone tra animatori, informatici, tecnici e artisti, e dieci mesi di produzione. Nonostante la notevole quantità di tempo necessario per realizzarla, la CGI fu impiegata solo per cinque minuti di film in totale. Per produrre pupazzi articolati ed effetti prostetici fu ingaggiato lo studio di Stan Winston, che era anche responsabile degli effetti dello scheletro metallico del T-800. Il supervisore degli effetti visivi della ILM, Dennis Muren, osservò: "Non abbiamo ancora perso lo spirito di stupore quando vediamo ... [gli effetti visivi del T-1000] arrivare".
Per la scena dell'incubo nucleare di Sarah, Robert e Dennis Skotak della 4-Ward Production costruirono un paesaggio urbano di Los Angeles utilizzando modellini realistici di edifici, strade e veicoli. La coppia, dopo aver studiato veri filmati di test nucleari, simulò l'esplosione nucleare usando mortai ad aria per abbattere il paesaggio urbano.

## Colonna sonora

### Album
La colonna sonora di Brad Fiedel fu pubblicata in CD e musicassetta col titolo Terminator 2: Judgment Day (Original Motion Picture Soundtrack). L'album rimase sei settimane sulla Billboard 200, raggiungendo il 70º posto. L'album è stato ripubblicato nel 2010 dalla Silva Screen Records e includeva un opuscolo da collezione.

#### Tracce
1. Main Title from "Terminator 2" – 1:56
2. Sarah on the Run – 2:31
3. Escape from the Hospital (And T-1000) – 4:34
4. Desert Suite – 3:25
5. Sarah's Dream (Nuclear Nightmare) – 1:49
6. Attack on Dyson (Sarah's Solution) – 4:07
7. Our Gang Goes to Cyberdyne – 3:11
8. "Trust Me" – 1:38
9. John & Dyson into Vault – 0:41
10. SWAT Team Attacks – 3:22
11. "I'll Be Back" – 3:58
12. Helicopter Chase – 2:27
13. Tanker Chase – 1:42
14. "Hasta La Vista, Baby" (T-1000 Freezes) – 3:02
15. Into the Steel Mill – 1:25
16. Cameron's Inferno – 2:37
17. Terminator Impaled – 2:05
18. Terminator Revives – 2:14
19. T-1000 Terminated – 1:41
20. "It's Over" ("Good-bye") – 4:36

Durata totale: 53:01

## Distribuzione
La pellicola fu proiettata in anteprima a Century City il 1º luglio 1991 e distribuita negli Stati Uniti dalla TriStar Pictures due giorni dopo. 

### Data di uscita
Le date di uscita internazionali sono state:
- 3 luglio 1991 negli Stati Uniti e Canada
- 6 luglio in Corea del Sud
- 1º agosto a Hong Kong
- 8 agosto in Argentina (Terminator 2: el juicio final)
- 16 agosto in Colombia, Regno Unito, Ungheria (Terminátor 2. - Az ítélet napja) e Irlanda
- 24 agosto in India (Tarminetara 2: Pralaya ka dina) e Giappone
- 30 agosto in Brasile (O Exterminador do Futuro 2: O Julgamento Final)
- 3 settembre nelle Filippine
- 5 settembre in Australia e Uruguay
- 13 settembre in Svezia (Terminator 2 - Domedagen)
- 27 settembre nei Paesi Bassi (Terminator 2: Judgment Day)
- 4 ottobre in Finlandia (Terminator 2 - tuomion päivä)
- 16 ottobre in Francia (Terminator 2 - Le jugement dernier)
- 21 ottobre in Egitto
- 24 ottobre in Germania (Terminator 2 - Tag der Abrechnung)
- 25 ottobre in Austria, Portogallo (Exterminador Implacável 2: O Dia do Julgamento) e Turchia (Terminator 2: Mahser Günü)
- 8 novembre in Danimarca (Terminator 2: Dommedag)
- 5 dicembre in Spagna (Terminator 2: El juicio final)
- 12 dicembre in Grecia (Εξολοθρευτής 2: Μέρα κρίσης)
- 19 dicembre in Italia
- 25 dicembre in Russia (Терминатор 2: Судный день)
- 6 marzo 1992 in Cecoslovacchia (Terminátor 2: Soudný den)
- 5 maggio in Polonia (Terminator 2: Dzien sadu)
- 18 maggio 2000 in Cina

### Edizione italiana
Il doppiaggio italiano del film fu eseguito dalla C.D.C. presso la Doppiaggio Margutta e diretto da Cesare Barbetti su dialoghi di Alberto Piferi. Il cast vocale fu completamente rinnovato rispetto al primo film e furono anche corretti gli errori di adattamento lì commessi, ma anche in questo caso la frase "I'll be back" non fu tradotta letteralmente in "Tornerò", venendo adattata in "Torno presto".

### Edizioni home video
Il film fu distribuito in VHS in America del Nord nel novembre 1991. Il 24 novembre 1993 fu distribuita in VHS e laserdisc l'edizione speciale, comprensiva di 17 minuti di scene inedite. In Italia la versione cinematografica fu distribuita in VHS nel settembre 1992 dalla Pentavideo e in seguito dalla Cecchi Gori Home Video.
In America del Nord la versione cinematografica fu distribuita per la prima volta in DVD dalla Live Home Video il 22 ottobre 1997 e dalla Artisan il 3 luglio 1999. La stessa società l'anno successivo pubblicò una "Ultimate Edition" a due dischi che includeva il film nella versione cinematografica, nell'edizione speciale e nella nuova versione estesa. Quest'ultima presenta due nuove scene: una in cui il T-1000 ispeziona la camera di John e un finale alternativo in cui un'anziana Sarah Connor guarda un adulto John, diventato un senatore degli Stati Uniti, che gioca con sua figlia in un parco giochi di Washington nell'anno 2029, narrando che il Giorno del Giudizio non è mai arrivato. Nell'edizione sono inclusi anche numerosi contenuti speciali. La Artisan il 17 giugno 2003 pubblicò anche un "Extreme DVD" che include l'edizione speciale, alcuni contenuti extra e tre funzionalità DVD-ROM: un "Infiltration Unit Simulator", il "T2 FX Studio" (un'applicazione in cui le immagini di una persona possono essere importate e trasformate in un T-800 o T-1000) e lo "Skynet Combat Chassis Designer" (un programma in cui gli spettatori possono costruire una macchina da combattimento ed essere in grado di monitorare i progressi online). L'Extreme DVD contiene anche una versione cinematografica di Terminator 2 in WMV HD, in cui il film poteva essere visto per la prima volta in formato Full HD 1080p. La Cecchi Gori invece pubblicò in Italia la versione cinematografica il 6 dicembre 2000 in edizione a due dischi (con alcuni extra mutuati dalla Ultimate Edition) e l'anno successivo in disco singolo (ristampato il 3 dicembre 2002 nella collana I grandi film).
Il 27 giugno 2006 la Lionsgate pubblicò in Blu-ray Disc il film nella sola versione cinematografica e con due commenti audio come unici extra. In Italia invece il 21 novembre 2007 la Universal Pictures Home Entertainment pubblicò un'edizione a tre DVD con il film in versione cinematografica ed edizione speciale (quest'ultima in inglese sottotitolato) e numerosi extra. Il 19 maggio 2009 la Lionsgate ripubblicò il film in BD in America del Nord in una "Skynet Edition" con un trasferimento video migliorato e una traccia audio lossless; il film è presentato in tutte e tre le versioni esistenti e include, oltre ai due commenti audio, alcune modalità di visione interattive, una selezione di trailer e una funzione BD-Live poi disattivata; Il BD era disponibile anche in un'edizione limitata da collezione racchiusa in un modellino del teschio del Terminator e contenente i DVD Extreme Edition e Ultimate Edition e una copia digitale del film, per un totale di sei dischi. Il giorno successivo la Universal pubblicò in Italia il film in tre edizioni: una "Millennium Edition" con i tre DVD del 2007 e il teschio, un DVD singolo e un BD analogo alla Skynet Edition. In quest'ultima edizione (ristampata il 4 dicembre 2013 per la Reel Heroes Collection) la rimasterizzazione dell'audio italiano provocò un problema di distorsione delle voci.
Il 19 maggio 2015 la Lionsgate ha pubblicato il film in una nuova edizione BD contenente versione cinematografica ed edizione speciale in una migliore qualità video con codifica AVC (in luogo della VC-1 dell'edizione precedente) ma con sole quattro featurette come extra. In Italia la Eagle Pictures ha pubblicato la versione cinematografica (con audio italiano corretto) in DVD e BD il 19 luglio 2017 per la collana Indimenticabili; qualità video ed extra del BD sono analoghi a quelli della riedizione nordamericana.
Il 4 dicembre 2017 la versione rimasterizzata del film è stata pubblicata nel Regno Unito in quattro edizioni: DVD, BD, Blu-ray 3D e Ultra HD Blu-ray. La versione cinematografica è stata pubblicata in Italia in Ultra HD Blu-ray il 26 settembre 2019 dalla Eagle Pictures nella collana 4Kult; l'edizione include anche il BD del 2017.

### Riedizione 3D
Il 29 agosto 2016 è stato annunciato che il film sarebbe stato rimasterizzato digitalmente e convertito in 3D per commemorare il suo 25º anniversario, con una riedizione mondiale prevista per l'estate 2017. DMG Entertainment e StudioCanal hanno collaborato con Cameron per convertire il film utilizzando la tecnologia StereoD. Analogamente a quanto fatto per Titanic, la Lightstorm Entertainment ha supervisionato il lavoro sulla versione 3D di Terminator 2, realizzata da circa 1800 artisti in otto mesi. La versione 3D è stata presentata per la prima volta il 17 febbraio 2017 al Festival internazionale del cinema di Berlino e distribuita negli Stati Uniti dalla Distrib Films US il 25 agosto 2017.

## Accoglienza

### Incassi
Debuttando in 2.274 cinema negli Stati Uniti, Terminator 2 ottenne un incasso record di 52 milioni di dollari durante il suo weekend di apertura (composto di cinque giorni). Nei termini del tradizionale periodo di tre giorni, tuttavia, il film ha incassato 31 milioni, il secondo miglior weekend di apertura di sempre dopo quello di Batman nel 1989.
Terminator 2 fu un successo al botteghino, incassando, comprese le successive riedizioni, 205881154 $ in Nordamerica e 312106698 $ nel resto del mondo, per un totale di 520881154 $.
Globalmente fu il maggior incasso del 1991 battendo Robin Hood - Principe dei ladri, il terzo maggior incasso globale appena dietro Guerre stellari ed E.T. l'extra-terrestre. Inoltre fu il primo film a incassare oltre 300 milioni oltreoceano.
La versione 3D, che ha debuttato in 371 cinema (o 463 auditorium 3D), ha incassato 552.773 dollari nel suo weekend di apertura, con una media di 1.490 per schermo; un importo di gran lunga inferiore rispetto a quello delle riedizioni di altri film anni ottanta e novanta.

### Critica
Terminator 2 - Il giorno del giudizio ricevette ampi consensi dalla critica. Il 91% delle 90 recensioni raccolte dal sito Rotten Tomatoes sono positive, con un voto medio di 8,5/10; il consenso recita che "T2 presenta sequenze d'azione elettrizzanti e scoppiettanti effetti visivi, ma ciò che porta questa pietra miliare della fantascienza/azione ad un altro livello è la profondità dei personaggi umani (e cyborg)". Su Metacritic il film ha un voto medio di 75 su 100 da 22 recensioni.
Il Montreal Film Journal lo definì "uno dei migliori film d'azione di Hollywood". Syd Field ne lodò la trama, dicendo che "ogni scena crea la successiva, come anelli in una catena di azione drammatica". Roger Ebert, scrivendo per il Chicago Sun-Times, diede al film tre stelle e mezza su quattro, elogiando l'interpretazione di Schwarzenegger: "Il genio di Schwarzenegger come star del cinema è trovare ruoli che si basano sulle sue caratteristiche fisiche e vocali, piuttosto che minarle". Anche Hal Hinson, recensore di The Washington Post, fu molto positivo nella sua recensione, scrivendo che "nessuno nel cinema odierno può eguagliare il talento di Cameron per questo tipo di azione iperbolica e di grande schermo. Cameron, che ha diretto il primo Terminator e The Abyss, non si limita a sbatterci sulla testa l'azione: nella messa in scena dei giganteschi pezzi del film, ha un occhio sia per la grandezza che per la bellezza, possiede quel raro dono del regista di trasformare gli oggetti che riprende in modo che noi vediamo, per esempio, la muscolosità lirica di un camion a 18 ruote. Grazie a Cameron, il film è l'opposto del suo protagonista; è una macchina con un cuore umano". Gene Siskel del Chicago Tribune fu estremamente entusiasta del film, dandogli tre stelle e mezza e affermando che "grazie ad alcuni effetti speciali davvero spettacolari e a volte mistificanti – oltre ad una recitazione sorprendentemente solida, questo è un film d'azione eccezionale, più piacevole rispetto all'originale". Inoltre, osservò Siskel, "il livello di tensione nel film è palpabile perché non riusciamo a immaginare come Arnold terminerà il Terminator."
La Halliwell's Film Guide valutò il film come un miglioramento rispetto al suo predecessore, dandogli due stelle su quattro e descrivendolo come un "film d'azione tonante e ad alta tensione con effetti speciali abbaglianti che forniscono una distrazione dalla narrativa spesso sciocca". Scrivendo per Time, Richard Corliss fu molto meno contento, affermando che il film era una "parabola visionaria e lungimirante che affascina a intermittenza e alla fine delude. T2 è la metà di un film formidabile – la metà sbagliata". Leonard Maltin diede al film due stelle e mezza, affermando che "come tanti sequel, manca della freschezza del primo film e non ci dà nessuno per cui tifare".
Nel giugno 2001 l'American Film Institute classificò il film al 77º posto della lista AFI's 100 Years... 100 Thrills. Nel 2003 l'AFI pubblicò la lista AFI's 100 Years... 100 Heroes and Villains, in cui il Terminator di T2 figura al 48º posto tra gli eroi. Nel 2005 la famosa citazione di Schwarzenegger "Hasta la vista, baby" si classificò al 76º posto della lista AFI's 100 Years... 100 Movie Quotes.
Total Film mette il film al 33º posto nella lista The Top 100 Films of All Time e all'ottavo nella lista 50 Sequels That Were Better Than The Original. Empire classificò il film al 35º posto nella sua lista The 100 Greatest Movies e al terzo nella lista The Greatest Movie Sequels. Nel 2008 si classificò ottavo miglior film di fantascienza di sempre nella AFI's 10 Top 10. IGN definì Terminator 2 il decimo miglior film di fantascienza di sempre, affermando che era "un esempio di un sequel che arriva e semplicemente distrugge l'originale sotto ogni aspetto". Nel 2016 Playboy piazzò il film al primo posto nella sua lista 15 Sequels That Are Way Better Than The Originals. Richard Roeper definì Terminator 2 il terzo miglior sequel mai realizzato, affermando che "supera l'originale in ogni livello".
Nel 2023 è stato selezionato per la conservazione nel National Film Registry degli Stati Uniti dalla Biblioteca del Congresso come "culturalmente, storicamente o esteticamente significativo".

## Riconoscimenti
- 1992 – Premio Oscar[80]
  - Miglior trucco a Stan Winston e Jeff Dawn
  - Miglior sonoro a Tom Johnson, Gary Rydstrom, Gary Summers e Lee Orloff
  - Miglior montaggio sonoro a Gary Rydstrom e Gloria S. Borders
  - Migliori effetti speciali a Dennis Muren, Stan Winston, Gene Warren Jr. e Robert Skotak
  - Candidato per la migliore fotografia ad Adam Greenberg
  - Candidato per il miglior montaggio a Conrad Buff IV, Mark Goldblatt e Richard A. Harris
- 1992 – Premio BAFTA[81]
  - Miglior sonoro a Tom Johnson, Gary Rydstrom, Gary Summers e Lee Orloff
  - Migliori effetti speciali a Dennis Muren, Stan Winston, Gene Warren Jr. e Robert Skotak
  - Candidato per la Migliore scenografia a Joseph C. Nemec III
- 1992 – Saturn Award[82]
  - Miglior film di fantascienza
  - Migliore regia a James Cameron
  - Miglior attrice protagonista a Linda Hamilton
  - Miglior attore emergente a Edward Furlong
  - Migliori effetti speciali a Dennis Muren, Stan Winston, Gene Warren Jr. e Robert Skotak
  - Candidato per il miglior attore protagonista ad Arnold Schwarzenegger
  - Candidato per il miglior attore non protagonista a Robert Patrick
  - Candidato per la migliore sceneggiatura a James Cameron e William Wisher Jr.
  - Candidato per il miglior trucco a Stan Winston e Jeff Dawn
- 1992 – MTV Movie Award[83]
  - Miglior film
  - Migliore performance maschile a Arnold Schwarzenegger
  - Miglior performance femminile a Linda Hamilton
  - Attrice più attraente a Linda Hamilton
  - Miglior performance rivelazione a Edward Furlong
  - Miglior sequenza d'azione (Inseguimento sulla superstrada di L.A.)
  - Candidato per il miglior cattivo a Robert Patrick
  - Candidato per la miglior canzone ai Guns N' Roses

- 1992 – Awards of the Japanese Academy
  - Candidato per il miglior film straniero
- 1992 – ASCAP Award
  - Top Box Office Films a Brad Fiedel
- 1992 – American Cinema Editors
  - Candidato per il miglior montaggio a Conrad Buff IV, Mark Goldblatt e Richard A. Harris
- 1992 – American Society of Cinematographers
  - Candidato per la migliore fotografia ad Adam Greenberg
- 1997 – Florida Film Critics Circle Award
  - Special Achievement Award (per la versione 3D)
- 1991 – British Society of Cinematographers
  - Candidato per la migliore fotografia ad Adam Greenberg
- 1992 – Golden Screen
  - Golden Screen Award
- 1992 – Premio Hugo[84]
  - Miglior rappresentazione drammatica
- 1992 – Mainichi Film Concours
  - Miglior film straniero a James Cameron
- 1992 – Young Artist Award
  - Candidato per il miglior attore giovane non protagonista a Danny Cooksey
- 1992 – Motion Picture Sound Editors
  - Candidato per il miglior montaggio sonoro a Gary Rydstrom, Tim Holland, Robert Shoup, Ken Fischer, Teresa Eckton, Gloria S. Borders e Richard Hymns
- 1992 – People's Choice Award[85]
  - Miglior film
- 1992 - Science Fiction and Fantasy Writers of America
  - Bradbury Award a James Cameron

## Altri media
Il film fu adattato dalla Marvel Comics in una miniserie a fumetti di tre numeri. Nel 1995 e 1996 la Malibu Comics pubblicò le miniserie Cybernetic Dawn e Nuclear Twilight, ambientate dopo gli eventi del film. Tra il 2001 e il 2004 fu pubblicata T2, una trilogia di romanzi di S. M. Stirling ambientata alcuni anni dopo il film. Tra il 2002 e il 2003 fu pubblicata un'altra trilogia di romanzi intitolata Terminator 2: The New John Connor Chronicles, scritta da Russell Blackford e sempre ambientata dopo il film.
Nel 1996 Cameron diresse un cortometraggio per un'attrazione ai parchi tematici degli Universal Studios, intitolata T2 3-D: Battle Across Time, che vide il ritorno di Schwarzenegger, Hamilton, Patrick e Furlong nei rispettivi ruoli. Costata 60 milioni di dollari, con una durata di soli 12 minuti, divenne l'impresa più costosa al minuto nella storia del cinema. L'attrazione aprì negli Universal Studios Florida a metà del 1996, con ulteriori sedi aperte negli Universal Studios Hollywood nel maggio 1999 e negli Universal Studios Japan nel marzo 2001.
Furono inoltre creati diversi videogiochi basati sul film, resi disponibili per sistemi domestici e arcade, e un flipper.
- Terminator 2: Judgment Day (1991), arcade sparatutto con pistola ottica, convertito per molte piattaforme domestiche con il titolo T2: The Arcade Game
- Terminator 2: Judgment Day (1991) per molti home computer
- Terminator 2: Judgment Day (1991) per Game Boy, anche scritto T2: Terminator 2: Judgment Day
- Terminator 2: Judgment Day (1992) per NES, Master System e Game Gear, anche scritto T2: Terminator 2: Judgment Day
- Terminator 2: Judgment Day (1993) per Mega Drive e SNES, anche scritto T2: Terminator 2: Judgment Day
- Terminator 2: Judgment Day: Chess Wars (1993) per MS-DOS

Fu anche pubblicata una linea di carte collezionabili.